# Harald Weiss-Bollandt
Harald Weiss-Bollandt (* 5. August 1940; † 11. Oktober 2010 in Fulda) war von 1999 bis 2005 Polizeipräsident in Frankfurt am Main.

## Leben
Weiss-Bollandt war bis 1989 als Oberstaatsanwalt bei der Staatsanwaltschaft Frankfurt am Main tätig, bevor er ständiger Vertreter des Behördenleiters der Staatsanwaltschaft in Fulda wurde. Im April 1991 wurde er Leiter der Behörde.
Im Juli 1999 wechselte er von der Justiz zur Polizei Hessen, als er den Posten des Polizeipräsidenten von Frankfurt am Main übernahm. In Weiss-Bollandts Amtszeit fiel die Entführung des Bankierssohn Jakob von Metzler. Das Vorgehen von Wolfgang Daschner hatte er dabei stets verteidigt, da er es für gerechtfertigt halte.
Am 31. August 2005 wurde er von damaligen hessischen Innenminister Volker Bouffier nach Erreichen der Altersgrenze in den Ruhestand versetzt. Sein Nachfolger wurde Achim Thiel.
Am 11. Oktober 2010 verstarb Weiss-Bollandt in einem Fuldaer Krankenhaus. Er lebte in Hanau, wo in der Wallonisch-Niederländischen Kirche die Trauerfeier stattfand.